# Planet Terror
Planet Terror (Originaltitel Grindhouse: Planet Terror) ist ein Action- und Horrorfilm aus dem Jahr 2007 von Regisseur Robert Rodriguez. Er ist Teil des Double Features Grindhouse, dessen Gegenstück Quentin Tarantinos Death Proof – Todsicher ist.

## Handlung
Die Gogo-Tänzerin Cherry Darling kündigt ihre bisherige Stelle in einem Nachtclub und will nun Stand-up-Komikerin werden. Auf einer texanischen Landstraße begegnen ihr Militärfahrzeuge, die auf dem Weg zu einer nahe gelegenen Militärbasis sind. Dort will ihr Anführer Lt. Muldoon vom Biochemiker Abby eine weitere Dosis eines gefährlichen Giftgases namens DC2 erwerben. Seine Männer und er selbst wurden in Afghanistan mit DC2 vergiftet und damit zu Zombies, nur das Gift selbst wirkt als Gegengift und verhindert die zerstörerischen Nebenwirkungen. Im Zuge einer Auseinandersetzung mit Muldoon setzt Abby das Gas frei, das sich nun in der Umgebung der Basis ausbreitet und die Bewohner in Zombies verwandelt.
Währenddessen befindet sich Cherry Darling im „The Bone Shack“, dem von J.T. Hague betriebenen Barbecue-Restaurant. Dort trifft sie zufällig ihren Ex-Freund El Wray, den sie vor einiger Zeit verlassen hat und den sie nun bittet, sie zurück in die Stadt zu bringen. Auf dem Weg werden sie von Zombies angegriffen, die über Cherry herfallen und ihr rechtes Bein abreißen, bevor El Wray sie durch Schüsse vertreiben kann. El Wray fährt Cherry ins Krankenhaus.
Dort treffen sie auf den psychopathischen Dr. William Block und seine Frau, die Anästhesistin Dakota Block, die gerade heute ihren Plan durchführen will, ihren Mann zu verlassen, um mit ihrer lesbischen Freundin Tammy durchzubrennen. Bald taucht auch Sheriff Hague auf und verhaftet den mysteriösen El Wray wegen Waffenbesitzes. Auf der Polizeistation erreicht Sheriff Hague ein Notruf seines Bruders, des Steakhouse-Besitzers J.T., der von zwei Zombies belästigt wird. Kurz darauf greifen andere Zombies die Polizeistation an.
Nach weiteren Verwicklungen gelangen die Überlebenden zur Militärbasis, wo sie Muldoon töten und aus der Basis fliehen. Die Hague-Brüder sterben dabei, und auch El Wray wird getötet. Cherry gelangt mit dem Rest der Überlebenden nach Mexiko, wo sie „das Meer immer im Rücken haben“, um von dort aus die Gegenoffensive zu starten. Dort wird auch ihre Tochter geboren, die in einer letzten Liebesnacht der beiden gezeugt wurde.
Am Ende des Abspanns sieht man den kleinen Sohn von Dakota Block am mexikanischen Strand mit den Tieren seines Terrariums spielen, obwohl er sich zuvor aus Versehen selbst erschossen hat.

## DVD-Veröffentlichung
Der Film erschien am 31. März 2008 auf DVD in drei verschiedenen Versionen. Einmal in der Steelbookversion mit einer FSK-18-Freigabe, aber in der geschnittenen Version, zum weiteren in einer „Uncut“-Version in demselben Steelbook, die für den Verleih bestimmt ist, und dann in einer limitierten 2-Disc-Collectors-Edition. Die ungeschnittene Fassung wurde am 30. September 2008 indiziert. Im Mai 2019 wurde die Indizierung aufgehoben.

## Trivia
- Der Film enthält einen Fake-Trailer zu dem fiktiven Exploitation-Film Machete mit Danny Trejo in der Hauptrolle. Weil der Trailer sehr gut beim Publikum ankam, wurde er von Robert Rodriguez zu einem abendfüllenden Spielfilm erweitert: Machete mit den prominenten Nebendarstellern Robert De Niro, Jessica Alba, Don Johnson und Lindsay Lohan.

- Im Film gibt es eine Anspielung auf Death Proof – Todsicher, den anderen Teil des Double-Features Grindhouse. In einem Autoradio ist eine Meldung zu hören, in der es heißt, dass eine gewisse Jungle Julia gestorben sei. Jungle Julia ist eine Figur aus Death Proof und wurde von Stuntman Mike getötet.

- Der Texas Ranger Earl McGraw (Michael Parks) kommt auch in den Filmen From Dusk Till Dawn, Kill Bill Vol. 1, Kill Bill Vol. 2 und Death Proof beider Grindhouse-Regisseure vor.

- Dr. Dakota Block (Marley Shelton) kommt auch in Death Proof, in der Mittelszene im Krankenhaus vor. Sie ärgert sich über Earl McGraw, der sie nicht ernst nimmt. Dass er ihr Vater ist, wird nicht gesagt, erklärt aber ihre Reaktion.

- El Wray (Freddy Rodríguez) bestellt bei J.T. (Jeff Fahey) eine Schachtel Zigaretten und erhält eine Packung Red Apple. Red Apple ist eine Zigarettenmarke, die Tarantino selbst erfunden hat. Diese Marke existiert in Wirklichkeit nicht. In Reservoir Dogs, Pulp Fiction, Four Rooms, From Dusk Till Dawn, Kill Bill – Volume 1 und The Hateful Eight wird ebenfalls diese Marke geraucht, in The Hateful Eight allerdings als Drehtabak.

- In der Szene, in der Dr. Dakota Block (Marley Shelton) ihre Spritzen vorbereitet, sieht man einen Notizblock, auf dem deutlich „Kill Bill“ zu lesen ist, eine Anspielung auf den zweiten Grindhouse-Regisseur Quentin Tarantino und seinen Film-Doppelpack Kill Bill Vol. 1 und Vol. 2.

- Dr. William Block wird im Rahmen des Zombieangriffs auf das Krankenhaus infiziert, danach kehrt er erst am Ende des Films wieder. Dakota Block trifft ihn wartend im Helikopter in der Militärbasis wieder. Äußerlich scheint er zu den willenlosen mutierten Zombies zu gehören, doch unterhält er sich normal mit seiner Frau und scheint noch Herr seiner Sinne zu sein bzw. hat (noch) die Fähigkeit zu sprechen. Obwohl er aggressiver und psychisch labiler wirkt, ist dies ein Widerspruch zu der im Film aufgeführten Zombiesituation im Film selbst und im Genre allgemein. Hier wird eine infizierte Person normalerweise ihrer menschlichen Fähigkeiten (Denken, Erinnerung, Sprechen usw.) beraubt.

- Die kurze Szene nach dem Abspann ist ein Ausschnitt aus einer alternativen Fassung des Films, in der Tony Block sich nicht selbst erschießt. Diese Fassung hat Rodriguez extra für seinen Sohn gedreht, der die Rolle des Tony Block spielt.

## Soundtrack
Die Haupteinflüsse auf dieses Album gaben, laut Aussage von Robert Rodriguez, die Stücke von John Carpenter. Die Musik ebendieses Künstlers wurde auch oft bei den Dreharbeiten zum Film gespielt.

### Trackliste – Planet Terror
1. „Grindhouse (Titelsong)“ − (Robert Rodriguez)
2. „Doc Block“ − (Robert Rodriguez & Carl Thiel)
3. „The Sickos“ − (Robert Rodriguez & Graeme Revell)
4. „You Belong to Me“ – Eingespielt von Rose McGowan (Pee Wee King, Chilton Price, & Redd Stewart)
5. „Go Go Not Cry Cry“ − (Robert Rodriguez & Rick Del Castillo)
6. „Hospital Epimedic“ − (Graeme Revell & Robert Rodriguez)
7. „Useless Talent #32“ – Eingespielt von Rose McGowan (Rebecca Rodriguez & Robert Rodriguez)
8. „His Prescription… Pain“ − (Robert Rodriguez & Carl Thiel)
9. „Cherry Darling“ − (Robert Rodriguez)
10. „The Grindhouse Blues“ − (Robert Rodriguez)
11. „El Wray“ − (Robert Rodriguez)
12. „Police Station Assault“ − (Robert Rodriguez)
13. „Dakota“ − (Robert Rodriguez & Carl Thiel)
14. „Zero to Fifty In Four“ − (Robert Rodriguez)
15. „Fury Road“ − (Robert Rodriguez)
16. „Helicopter Sicko Chopper“ − (Graeme Revell & Robert Rodriguez)
17. „The Ring in the Jacket“ − (Robert Rodriguez & George Oldziey)
18. „Killer Legs“ − (Robert Rodriguez & Rick Del Castillo)
19. „Melting Member“ − (Graeme Revell & Robert Rodriguez)
20. „Too Drunk to Fuck“ – Eingespielt von Nouvelle Vague (Jello Biafra)
21. „Cherry’s Dance of Death“ – Eingespielt von Chingon (Robert Rodriguez)
22. „Two Against the World“ – Eingespielt von Rose McGowan (Rebecca Rodriguez & Robert Rodriguez)

### Näheres zu einzelnen Titeln
You Belong to Me – Rose McGowan (2.15min): Erstmals veröffentlicht wurde der Song von Pee Wee King, Redd Stewart, und Chilton Price. Danach wurde er an die 80 Mal von anderen Künstlern neu eingespielt. In Film und Fernsehen war das 1952 zum ersten Mal veröffentlichte Lied auch schon 1994 in Natural Born Killers, 2001 in Shrek – Der tollkühne Held und 2003 in Mona Lisas Lächeln mit Julia Roberts zu hören. Zum ersten Mal eingesungen wurde das Lied von Sue Thompson. Bestplatzierungen in den Charts erreichte der Song nur zweimal, im August 1952 gesungen von Dean Martin (Platz 12) und zuvor von Patti Page, was eine Platzierung auf Platz vier der Billboard-Charts einbrachte.
Too Drunk to Fuck – Nouvelle Vague (2.15min): Im Original ist Too Drunk to Fuck die vierte Single der Dead Kennedys. Nach der Auflösung der Band wurde Jello Biafra von den anderen früheren Bandmitgliedern verklagt, was dazu führte, dass alle Lizenzen der Band dem Label Decay zugesprochen wurden, welches alle Bandmitglieder bis auf Biafra betreiben. 2006 wurde dann eine Lizenz dem Film Grindhouse zugesprochen. Das damals noch auf Schallplatte veröffentlichte Stück gehört dem Hardcore Punk-Genre an.

## Kritiken
„Als Hommage an das ‘Trash-Kino’ der 1970er-Jahre inszenierter drastischer Horrorfilm, der das Genre nicht bricht oder hinterfragt, sondern seine Klischees bedient und allenfalls durch das Typenpersonal der ‘Unversehrten’ aus dem Rahmen fällt.“

„Trotz […] hemmungsloser Überzeichnungen kredenzt Robert Rodriguez seinem Publikum eine blutspritzende und mit erstklassig ausgearbeiteten Figuren auftrumpfende Splatter-Farce, die zu jeder Sekunde den Geist alter Zombiefilme verströmt. Zwar fehlt ‘Planet Terror’ beim Abfeiern bekannter Genre-Motive das reflektierende Niveau von Tarantinos ‘Death Proof’. Dafür hat man beim Anblick des bravourösen Konzeptfilms dank extra-dilettantischer Schnittfolgen und diverser künstlich eingefügter Abnutzungserscheinungen tatsächlich das Gefühl, in einem Bahnhofskino der 70er Jahre zu sitzen. […] Fazit: Diese ausgeklügelte Trashkino-Hommage ist der perfekte Partyfilm für Filmfreaks mit starkem Magen.“

## Auszeichnungen (Auswahl)
- 2007 – Scream Award für:
  - Beste Regie
  - Bestes Drehbuch
  - Most Memorable Mutilation